# Спивак, Нисн
Нисн Спива́к, более известный как Ни́се Бе́лцер (идиш бэ́лцер — из Бельц; в разные периоды жизни был известен также как Ны́се Ке́шенэвер, т.е. из Кишинёва и Ны́се Барди́чевер, т.е. из Бердичева; 1824, Новая Мышь, Новогрудский уезд, Минская губерния — 1906, Садгора, Австро-Венгерская империя) — еврейский кантор и композитор литургической музыки, один из наиболее известных канторов своего времени.

## Биография
Нисн Спивак родился в местечке Новая Мышь (в еврейской традиции «Муш», ныне деревня в Барановичском районе Брестской области Белоруссии). C детских лет был певчим у кантора Залмена Зингера в Умани, затем пел в Теленештах (Бессарабия). После обучения получил место канторa в другом бессарабском городке Бельцы (отсюда прозвище на идише Бэлцер — из Бельц).
Приобрёл известность в качестве кантора в Кишинёве. В 1877 году получил позицию кантора в Бердичеве, которую занимал до конца жизни, а в Кишинёве место Белцера занял его ученик, другой известный кантор Пине (Пинхус) Минковский (1859—1924). Умер при дворе Садагурского цадика в 1906 году. После смерти Белцера кантором Бердичева стал Меер Фисак.
Нисн Белцер — один из самых влиятельных новаторов еврейской литургической музыки и канторского искусства современного времени, автор многочисленных литургических композиций, в которых стал уделять большее внимание хору певчих. Кроме того, он — основатель крупнейшей российской канторской школы. Среди его учеников — актёры Зейлик Могулеско и Борис Томашевский, канторы Пине Минковский (1859—1924), Исидор Блюменталь (1844—1924), Йосеф Шапиро (1894—1936), Менахем Кипнис (1878—1942), Мойше Мильнер, Янкев Вайнман (1869—?), А. Кузовский, Гершн Йосилевич (ум. 1928), Мордхэ Шапиро, Мордхэ-Лейб Мучник (1882—?), Йосеф Штернберг (1894—?), Гдалье Гройсман, Аврум Беркович (Калехник; 1858—1929), Мордхэ Радзивилер (1865—?), «Хозн Мэхл» (кантор Вертюжан), Мойше Кнелерман, Эршл (Цви) Вайнтрауб.
В работе немецко-израильского музыковеда Петера Эммануэля Градневица (нем., 1910—2001) «Музыка Израиля» (The Music of Israel, 1949 и 1996) утверждалось, что колонист Шмуэл Коэн (1870—1940) положил гимн Израиля «Атикву» на музыку одной из синагогальных композиций кантора Нисн Белцера, которая, в свою очередь, базировалась на молдавской народной песне.